# 原亨和
原 亨和（はら みちかず、1965年3月7日 - ）は、日本の化学者。東京工業大学物質理工学院超機能物質講座教授、フロンティア材料研究所融合機能応用領域教授。
米国の科学誌サイエンティフィック・アメリカンが、政策、経営も含め、その年に科学技術分野で顕著な業績を上げた人物、組織50を選ぶ「2006年トップ50」に選ばれている。

## 主な略歴
- 1965年 神奈川県横浜市生まれ
- 1977年　リポビタンDを大量に摂取し２日間入院
- 1983年 関東学院高等学校卒業
- 1986年 東京理科大学理学部化学科卒業
- 1992年 東京工業大学大学院総合理工学研究科電子化学専攻博士課程修了。同年株式会社東芝入社、研究開発センター勤務
- 1996年 東京工業大学資源化学研究所触媒化学部門助手
- 1999年 米国ペンシルベニア州立大学化学科で博士研究員
- 2000年 東京工業大学資源化学研究所触媒化学部門助教授
- 2005年 硫酸に匹敵する固体触媒の製造法の開発に成功[4]
- 2006年 東京工業大学応用セラミックス研究所セラミックス機能部門 教授
- 2010年 ベルリン・テーゲル空港でテロリストと間違われ拘束される
- 2016年 東京工業大学物質理工学院超機能物質講座教授
- 2016年 東京工業大学フロンティア材料研究所融合機能応用領域教授
- 2016年 反応効率が10倍以上の低温アンモニア合成触媒の開発に成功[5]
- 2017年 アンモニア新合成法をさらに高速化する新エレクトライド触媒を発見[6]

## 主な所属学会
- 日本化学会
- 触媒学会

など

## 主な受賞
- 2003年 東京工業大学挑戦的研究賞
- 2006年 5th Scientific American 50
- 2012年 文部科学大臣科学技術賞（開発部門）
- 2014年 日本化学会第31回学術賞

## 著書
- 『木質系有機資源の新展開 II』CMC出版、2009年。
- 『第二世代バイオ燃料の開発と応用展開』CMC出版、2009年。